# やさしい手
『やさしい手(やさしいて)』は、2010年に制作された日本のオリジナルビデオ映画。ジャンルは、風俗店での性的サービスを扱ったドラマ。

## あらすじ
漁港近くに住む主婦・岩崎あおいは突然パート先の水産加工工場が休業することを聞かされ帰宅すると、夫・潤一がケータイを残したまま蒸発したことに気づく。突然のことにあおいは姑と動揺していたその時、昔、岩崎家と親しくしていた圭太が15年ぶりに岩崎家を訪ねてくる。あおいは圭太を懐かしく思ったのもつかの間、貸金業を営む彼から夫が家を担保に300万円もの借金をしていたことが発覚。このことを知った姑が軽い脳梗塞で突然倒れて入院することになり、蒸発した夫の借金、姑の入院代とあおいは一人で金銭問題を抱え込むことになる。
とにかくお金が必要になったあおいは、翌日求人誌で給料の良い求人を見つけて『オアシス』という店に連絡を入れ、早速、面接に向かう。あおいは女性経営者・あまちとの面談で採用が決まるが、その時初めてこの店が男性客相手に手淫(手を使った性的行為)する風俗店だと知る。夫の借金返済のためと自身を鼓舞したあおいは、従業員から手淫の手ほどきを受けた後、客を相手に初仕事をするが上手く行かない。帰宅した彼女は家に残された夫のケータイの留守電に自分の気持ちを吹き込む形で自身を励まし、店での行為を夫に詫ながら夫の帰りを待ち望む。
その後あまちの助言を受けたあおいはコツを掴み、彼女目当ての客で2時間待ちになるほどの評判になり店の売れっ子となる。その甲斐あって稼いだ金をコツコツ借金返済に充てるあおいだったが、時々返済日以外でも圭太に会うことがあり彼が自身を監視しているのではと疑いを持つ。そんなある日、あおいは地元の漁師から夫が別の漁港からマグロ漁船に乗ったとの情報を聞き、入院中の姑にそのことを伝え2人で夫の身を案じる。
数日後、帰宅中のあおいが酒に酔った男にしつこく声をかけられて困っていたところ、“偶然”通りかかった圭太に助けられるが、怖くなりそのまま帰ってしまう。その後あおいは必死に働いて借金返済のメドが立ったのを機に『オアシス』を辞め、圭太と会うのもこれで最後と意気揚々と彼に会いに行く。最後の返済金を渡そうとするあおいだったが、圭太から近々夫が帰ることになり残りの返済も既に夫から受け取ったことを知らされる。夫のため惨めな生活にも耐えて必死に借金を返してきたあおいは、これまで連絡もせず身勝手に振る舞い続けた夫の行動に怒り打ちひしがれる。

## キャスト
岩崎あおい
演 - 水沢アキ
パート主婦。50歳。結婚を機に都会から現在の町に移り住んで約20年間になる。元々世間知らずなお嬢様気風の性格で朗らかな女性。付き合った異性は夫・潤一だけで夫以外の男と性交渉をしたことはなく性的な知識も少ない。『オアシス』では源氏名を名乗らず本名で働く。好きな芸能人は、韓国人俳優。一人で必死に働きながら、借金を残して蒸発した潤一がいつか帰ってくることを待ち望む。
あおいの姑
演 - 今井和子
あおいとの嫁姑関係は良好だが、内心孫の顔が見られなかったことだけがちょっと心残り。普段は自宅で海産物の処理などをしている。潤一が借金を残したまま蒸発したことにショックを受けて軽い脳梗塞を起こす。あおいを不憫に思い入院生活を送りながら潤一の安否を気遣う。
島村圭太
演 - 宮川一朗太
貸金業の代表取締役。過去に岩崎家に仕事で世話になったが、15年前突然仕事を辞めて街を出て迷惑をかけた。あおいからは『圭ちゃん』と呼ばれている。潤一に月に1割の利息で300万円の金を貸している。その後代わりにあおいから返済して貰うようになるが、彼女が風俗店で働き始めたことは知らない。返済日以外にも、時々あおいがいる所に現れるようになる。
あまちようこ
演 - 風祭ゆき
個室ビデオ『オアシス』の経営者であおいの雇い主。あおいと同年代の女性。面談に訪れたあおいの手を見て素質を感じる。仕事柄性処理を扱う店だが、本人はこの仕事にプライドを持っている。優美で穏やかな性格。過去に結婚していたが、現在はバツ2で独身。性的に不慣れでテクニックのないあおいに心構えを指導する。
みか（源氏名）
演 - 大竹一重
『オアシス』の同僚。あおいより年下だが仕事の上では先輩。面接後に仕事のやり方がわからないあおいに、手淫のやり方を教える。良くも悪くも歯に衣着せぬ物言いをしており、あおいには直接叱咤激励したり文句を言うなどしている。職業病により右腕が腱鞘炎になっている。
るみ（源氏名）
『オアシス』の同僚。黒縁メガネをかけている。みかに比べるといつも地味な格好をしている。不機嫌そうな態度にぶっきらぼうな話し方が特徴で、あおいに対しては「オバサン」呼ばわりして嫌味を言う。後日、売れっ子になったあおいをやっかむようになる。
バーテンダー
演 - じゃい(インスタントジョンソン)
あおいとあまちが訪れるバーで働く。陽気で気さくな性格。あまちがあおいとの会話中にした手の動きが気になり興味深く尋ねる。
2人組の中年男（スーツ姿の男と腹巻きの男）
演 - すぎ。〈現：スギ。〉（インスタントジョンソン）、ゆうぞう（インスタントジョンソン）
バーの客。2人でバーに訪れ、同じく客のあまちとあおいに声をかける。スーツ姿の男はあまちに気に入られるが、腹巻きの男は自称「人妻マニア」で話ベタで、あおいにそっけない態度を取られる。
その他
演 - 志水季里子、天川真澄、吉田祐健

## スタッフ
- 監督 - 関根和美
- 製作 - 加藤義久
- 企画 - 新田博邦
- 脚本 - 保坂延彦、関根和美
- 撮影 - 下元哲

## 作中の個室ビデオ店について
あおいが働く店は、男性客を相手に女性従業員が手淫による性的サービスを行う店である。女性従業員はそれぞれ決まった番号の個室で待機する。
風俗店ではあるが、使うのは手のみで女性従業員は裸になる必要もなく、客と顔を会わせる事もなく客の個室と従業員の個室を手が入るだけの小さな穴越しにサービスを行っている。ちなみにお互いの顔は分からないが、壁の穴を通してお互いの声は聞こえており、あおいが客と壁越しに会話をすることもある。